# حیدرآباد (گرگان)
حیدرآباد، روستایی است از توابع بخش مرکزی شهرستان گرگان در استان گلستان ایران.

## جمعیت
این روستا در دهستان روشن‌آباد قرار دارد و براساس سرشماری سال ۱۳۸۵ جمعیت آن ۲،۰۱۱ نفر (۴۱۸ خانوار) بوده است.
مردم حیدرآباد به زبان مازندرانی گویش می‌کنند و با لهجه خاصی صحبت می‌کنند که خاص همین روستاست که در بعضی از کلمات با زیر و زبر اضافه یا کم تلفظ می‌شود. مردم روستای حیدرآباد اکثراً از سادات می‌باشند که شامل میرآئیز، میرصالحی، صمدی، حسینی، و غیرسادات شامل مهاجر، قدمنان، آزاده، اسلامی و ... می‌باشند.